# Alento (Abruzzo)
Il fiume Alento nasce a Serramonacesca, nel parco nazionale della Maiella; dopo alcuni metri dalla sorgente (450 m s.l.m.) prende subito l'andamento di un torrente e dopo circa due chilometri ha già le sembianze di un fiume; è lungo circa 35 chilometri e attraversa due province (Pescara, dove nasce, e Chieti, dove sfocia).
Pochi chilometri dopo le sorgenti, lascia il comune di Serramonacesca ed entra nel territorio di Roccamontepiano e successivamente nei comuni di Casalincontrada, Bucchianico, Chieti, Ripa Teatina, Torrevecchia Teatina e Francavilla al Mare, sfociando nel mare Adriatico.